# Kommunalpolitik in Deutschland
Kommunalpolitik ist die politische Arbeit in Gebietskörperschaften auf der kommunalen Ebene von Gemeinden bzw. Städten oder in Landkreisen und Verwaltungsbezirken, sowie Stadtbezirken, Stadtteilen oder Ortsteilen.
Städten und Gemeinden der Bundesrepublik Deutschland garantiert Art. 28 Abs. 2 Grundgesetz das Recht auf kommunale Selbstverwaltung. Damit können sie ihre eigenen Angelegenheiten im Rahmen der Gesetze selbst und eigenverantwortlich regeln und entscheiden. Dafür werden von den Bürgern Gemeindevertretungen und Bürgermeister gewählt. Die Gemeindeverbände (Landkreise) haben gemäß Artikel 28 Absatz 2, Satz 2 Grundgesetz keine Zuständigkeit für alle Angelegenheiten der örtlichen Gemeinschaft, sondern nur im Rahmen ihres gesetzlichen Aufgabenbereichs.
Die genaue Form der kommunalen Selbstverwaltung und die dafür zu wählenden Organe werden in den Kommunalverfassungen, den Verfassungen und Gemeindeordnungen der Länder geregelt. Entsprechend differieren die Regelungen von Bundesland zu Bundesland. Bei den Wahlen zu den Kommunalparlamenten hat jeder Einwohner, sobald er das gesetzliche Mindestalter hat und EU-Staatsbürger ist, das Recht, die Gemeindevertreter zu wählen.
Ebenfalls besteht die Möglichkeit, sich auf kommunaler Ebene durch direktdemokratische Instrumente wie Bürgerbegehren und Bürgerentscheide zu beteiligen. Daneben bestehen insbesondere auf kommunaler Ebene auch noch zahlreiche andere Formen und Instrumente der Bürgerbeteiligung.

## Kommunalpolitische Politikbereiche
Kommunalverfassungsfragen und die Grundstrukturen der Kommunalen Finanzpolitik werden durch Gesetze der Länder geregelt. Auch die Grundbedingungen anderer kommunalpolitischer Fachbereiche werden durch Landes-, Bundes- und zum Teil auch EU-Recht vorgegeben. Innerhalb dieser Rahmen können die Gemeinden alle Angelegenheiten der örtlichen Gemeinschaft selbst regeln.
Zu den Schwerpunkten der Kommunalpolitik innerhalb des rechtlichen Rahmens gehören vor allem die folgenden Querschnittsbereiche:
- Organisationshoheit (die Freiheit außerhalb von Pflichtausschüssen selbst zu entscheiden, welche Ausschüsse der Gemeindevertretung gebildet werden oder in welche Ämter, Abteilungen und Sachgebiete die Verwaltung unterteilt wird)
- Personalhoheit
- Kommunale Finanzpolitik (die Freiheit über die Finanzierung in eigenen Angelegenheiten selbst entscheiden zu können)

Die wesentlichen sachpolitischen Wirkungsbereiche sind die:
- Kommunale Baupolitik (Beschlussfassung über den Flächennutzungsplan und die Bebauungspläne, Festlegung von Sanierungsgebieten)
- Kommunale Bildungspolitik (Bereitstellung von Gebäuden, nichtpädagogischen Personal und Sachmitteln, sowie von zusätzlichen Betreuungsangeboten im Rahmen der Schulträgerschaft)
- Kommunale Energiepolitik
- Kommunale Familienpolitik
- Kommunale Gesundheitspolitik (Öffentlicher Gesundheitsdienst, Krankenhausträgerschaft)
- Kommunale Kulturpolitik
- Kommunale Jugendpolitik (Kindertagespflege und Kindertagesstätten, Jugendarbeit, Jugendschutz)
- Kommunale Sicherheits- und Ordnungspolitik (Brandschutz, Katastrophenschutz, Überwachung des ruhenden Verkehrs)
- Kommunale Sozialpolitik (Unterstützung freier Träger von Selbsthilfegruppen und bei Beratungsangeboten, Sozialhilfe)
- Kommunale Sportpolitik (Bereitstellung von Sportstätten, ggf. gegen Sportstättennutzungsentgelte, Zuschüsse für Sportvereine und -verbände)
- Kommunale Umweltpolitik (Grünflächenpflege, Trägerschaft für Friedhöfe)
- Kommunale Verkehrspolitik (Planung, Bau und Unterhaltung von Kreis- und Gemeindestraßen, Straßenwidmung und Umwidmungen von Verkehrsflächen, ggf. Öffentlicher Personennahverkehr (ÖPNV))
- Kommunale Ver- und Entsorgungspolitik (Trinkwasserversorgung, Abfallentsorgung, Abwasserentsorgung)
- Kommunale Wirtschaftspolitik (zum Beispiel: Erschließung und Bereitstellung von Gewerbeflächen, Märkte, Einzelhandelskonzepte, Tourismusförderung, ggf. Hafenbetrieb)

Einige der vorgenannten Politikbereiche sind den Landkreisen und den kreisfreien Städten, gelegentlich auch den großen kreisangehörigen Städten vorbehalten.

## Gewalt gegen Kommunalpolitiker
Das Thema der Gewalt gegen Kommunalpolitiker erreichte spätestens seit dem Mordfall Walter Lübcke die deutschen Medien. Das deutsche Magazin KOMMUNAL führte diesbezüglich Umfragen bei Kommunalpolitikern durch, die von Medien wie der Tagesschau und der Frankfurter Allgemeine Zeitung aufgegriffen wurden. Bei der letzten Umfrage im März 2020 gaben 64 % der Befragten an, bereits beleidigt, beschimpft, bedroht oder angegriffen worden zu sein. In Kommunen mit über 5.000 Einwohner steigt der Grad auf 70 % und darüber hinaus.